# Pitcairnia piepenbringii
Pitcairnia piepenbringii là một loài thực vật có hoa trong họ Bromeliaceae. Loài này được Rauh & E.Gross miêu tả khoa học đầu tiên năm 1988.

## Hình ảnh

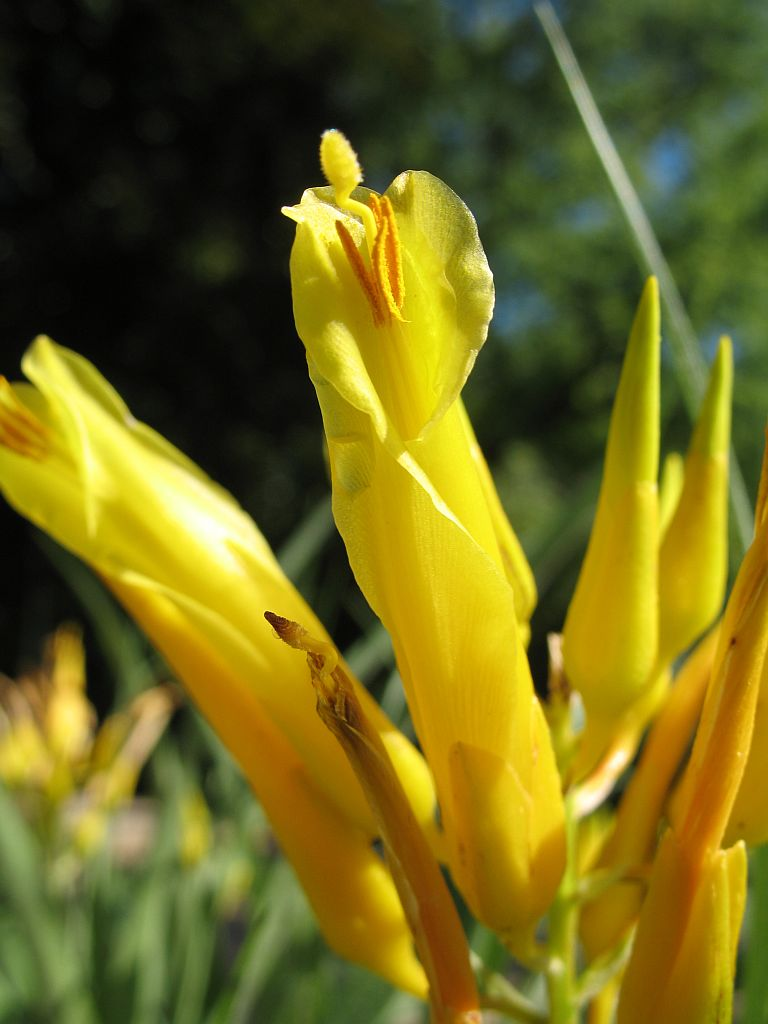
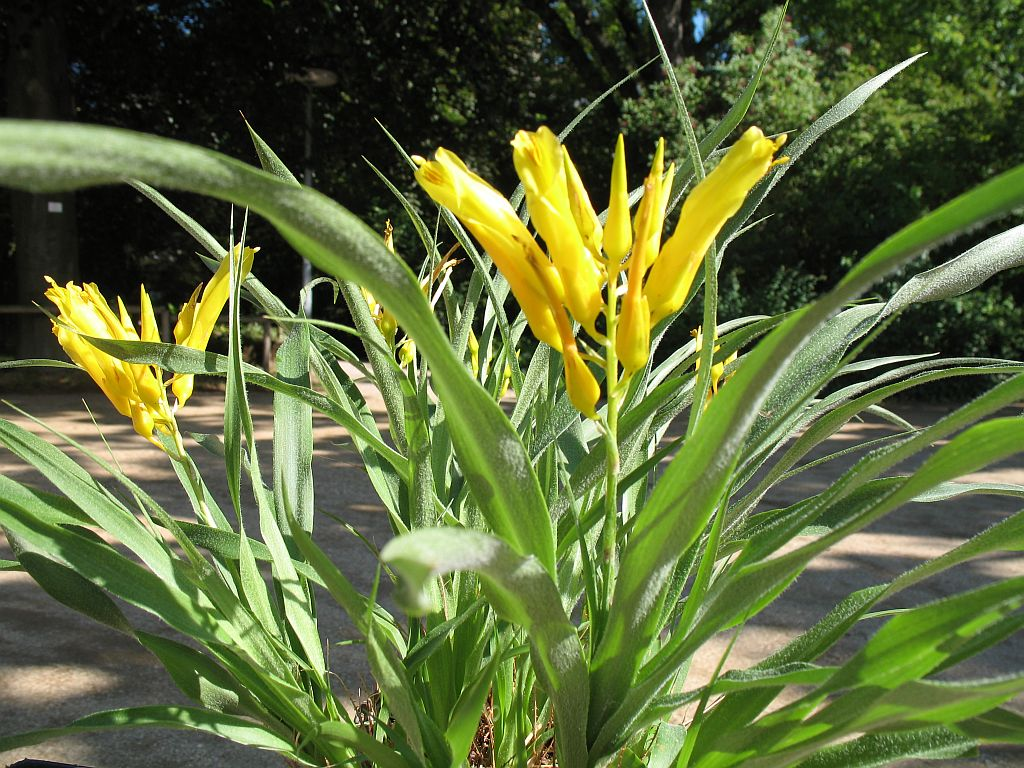
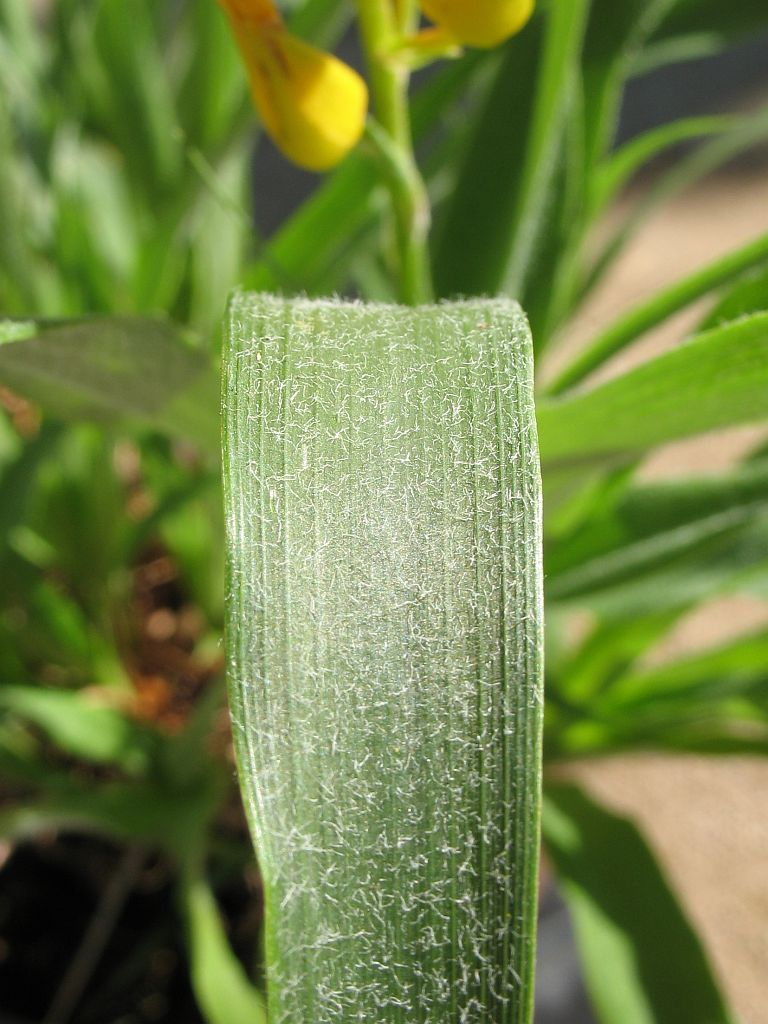
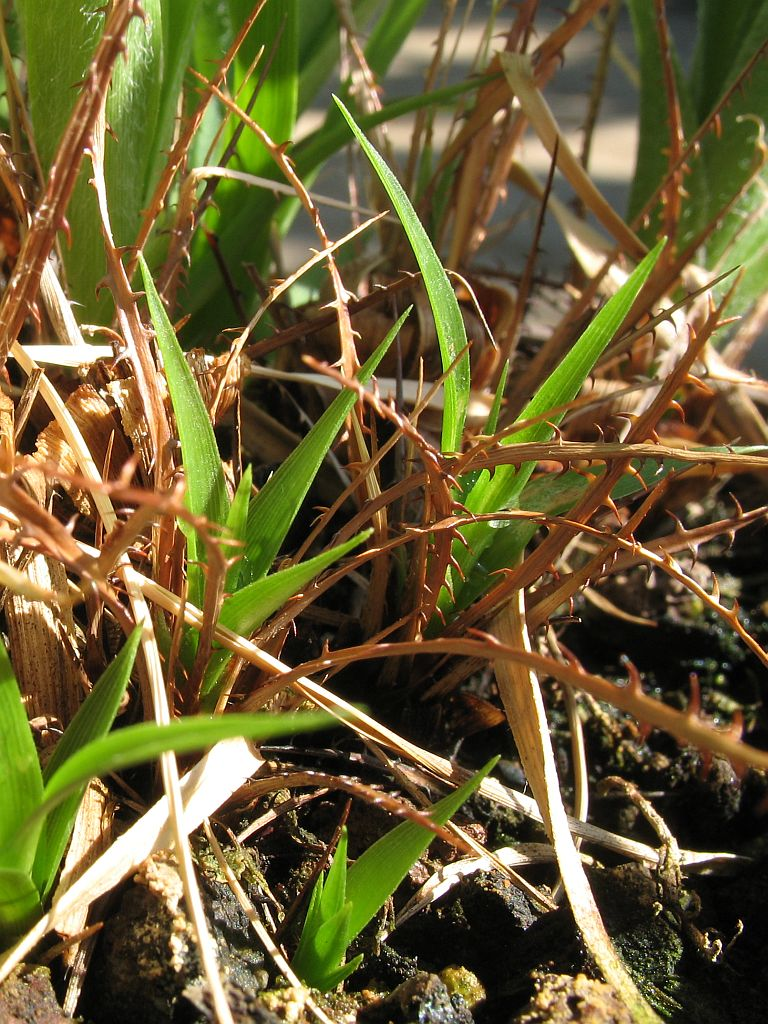